# Asplenia
Asplenia (do latim a+splen+ia, sem baço) refere-se à não existência do baço e está associada com riscos de infecção graves. Assim, é mais grave que o hipoesplenismo que se refere a um funcionamento reduzido/insatisfatório do baço.
Está normalmente associada a alterações cardíacas congénitas, o que reflete o desenvolvimento embrionário simultâneo do coração e do baço.

## Causas
A asplenia pode ter diversas causas:
- Asplenia congênita (Q89.0);
- Asplenia pós-cirúrgica (D73.0);
- Esplenectomia, extração por causa de um tumor ou ruptura.

O hipoesplenismo/hipoesplenia, é o mau funcionamento/não funcionamento do baço;
O hipoesplenismo é uma consequência da asplenia (pois o baço não está presente), mas pode ter também outras causas:
- Causada por anemia falciforme;
- Consequência de polisplenia (anomalia congénita, múltiplos baços rudimentares).

## Sinas e sintomas
O baço está envolvida na produção de anticorpos humorais, na  maturação de linfócitos B, na remoção de partículas não desejadas (como bactérias) e também atuando como um reservatório para as células do sangue, especialmente leucócitos e plaquetas. Logo o mal funcionamento gera problemas no fluxo sanguíneo, levando a má alimentação das células, e imunológicos, deixando o organismo vulnerável a diversos tipos de infecções.